# Microsaccus
Microsaccus – rodzaj roślin z rodziny storczykowatych (Orchidaceae). Obejmuje 13 gatunków. Rośliny te występują w południowo-wschodniej Azji: na Borneo, Jawie, Sumatrze, Filipinach, w Kambodży, Malezji, Tajlandii, Wietnamie. Są to epifity rosnące w równikowych lasach deszczowych na wysokościach do 2000 m n.p.m.

## Systematyka
Rodzaj sklasyfikowany do podplemienia Aeridinae w plemieniu Vandeae, podrodzina epidendronowe (Epidendroideae), rodzina storczykowate (Orchidaceae), rząd szparagowce (Asparagales) w obrębie roślin jednoliściennych.
Wykaz gatunków
- Microsaccus affinis J.J.Sm.
- Microsaccus albovirescens J.J.Sm.
- Microsaccus ampullaceus J.J.Sm.
- Microsaccus borneensis J.J.Sm.
- Microsaccus canaliculatus J.J.Sm.
- Microsaccus dempoensis J.J.Sm.
- Microsaccus griffithii (C.S.P.Parish & Rchb.f.) Seidenf.
- Microsaccus javensis Blume
- Microsaccus mihoae P.O'Byrne & Gokusing
- Microsaccus ramosus J.J.Sm.
- Microsaccus sumatranus J.J.Sm.
- Microsaccus truncatus Carr
- Microsaccus wenzelii Ames